# 埃斯克拉桑拉巴斯蒂德
埃斯克拉桑拉巴斯蒂德（法語：Esclassan-Labastide）是法国热尔省的一个市镇，属于米朗德区（Mirande）马瑟布县（Masseube）。该市镇总面积11.93平方公里，2009年时的人口为347人。

## 人口
埃斯克拉桑拉巴斯蒂德人口变化图示